# 反電中微子
反電中微子（英語：electron antineutrino），又稱為反電子微中子。是電中微子的反物質，中子衰變後，會形成質子、電子和反電中微子與些許的能量。